# Euhybus verrucicrus
Euhybus verrucicrus är en tvåvingeart som beskrevs av Axel Leonard Melander 1927. Euhybus verrucicrus ingår i släktet Euhybus och familjen puckeldansflugor. Inga underarter finns listade i Catalogue of Life.